# P. C. Cast
Phyllis Christine Cast, nota semplicemente come P. C. Cast (Watseka, 30 aprile 1960), è una scrittrice statunitense, nota soprattutto per la serie fantasy/horror Casa della Notte, scritta insieme alla figlia Kristin.

## Biografia e carriera
Nata a Watseka, in Illinois, da Dick Cast, dopo il liceo entra nell'aeronautica militare. Si trasferisce poi a Tulsa, dove insegna inglese al liceo per 15 anni.
Il primo libro di P. C. Cast, Goddess by Mistake, originariamente pubblicato nel 2001, vinse il premio Prism, la Holt Medallion e il premio Laurel Wreath, e fu finalista al National Readers' Choice Award; anche i libri successivi si sono aggiudicati numerosi riconoscimenti.
Nel 2005, insieme alla figlia Kristin, inizia a scrivere la serie vampiresca Casa della Notte, che diventa un successo commerciale e a marzo 2009, il quinto volume della serie, Hunted, apre al numero uno della lista dei bestseller di USA Today e The Wall Street Journal. Secondo le affermazioni di Cast, il concept per House of Night fu un'idea della sua agente, che suggerì il tema dei vampiri che frequentano la scuola superiore. I diritti per realizzare un film dalla serie vengono opzionati, nel 2008, da Michael Birnbaum e Jeremiah S. Chechik e nel 2011 dalla Davis-Films.

## Vita privata
Cast è stata sposata e ha divorziato tre volte. Nel giugno 2010, ha reso nota la sua relazione con Seoras Wallace, storico scozzese e capo del Clan Wallace, che ha incontrato durante le ricerche per il suo romanzo The Avenger.

## Opere

### Goddess Summoning
1. Il libro segreto delle sirene (Goddess of the Sea, Berkley, 2003), Newton Compton, 2012, ISBN 978-88-541-3572-7
2. Goddess of Spring, Berkley, 2004
3. Goddess of Light, Berkley, 2005
4. Goddess of the Rose, Berkley, 2006
5. Goddess of Love, Berkley, 2007
6. Warrior Rising, Berkley, 2008 (ripubblicato nel 2011 con il titolo Goddess of Troy)
7. Goddess of Legend, Berkley, 2010

### Divine
La serie Divine (conosciuta successivamente come Parthalon) fu pubblicata inizialmente nel Regno Unito.
1. Goddess by Mistake (ripubblicato nel 2004 con il titolo Divine by Mistake), Luna, 2001
2. Elphame's Choice, Luna, 2004
3. Brighid's Quest, Luna, 2005
4. Divine by Choice, Luna, 2006
5. Divine by Blood, Luna, 2007
6. Divine Beginnings, Luna, 2009

### Casa della Notte (House of Night)
1. Marked (St Martin's, 2007), Editrice Nord, 2009, ISBN 978-88-429-1609-3
2. Betrayed (St Martin's, 2007), Editrice Nord, 2009, ISBN 978-88-429-1611-6
3. Chosen (St. Martin's, 2008), Editrice Nord, 2010, ISBN 978-88-429-1610-9
4. Untamed (St. Martin's, 2008), Editrice Nord, 2010, ISBN 978-88-429-1685-7
5. Hunted (St. Martin's, 2009), Editrice Nord, 2010, ISBN 978-88-429-1688-8
6. Tempted (St. Martin's, 2009), Editrice Nord, 2011, ISBN 978-88-429-1687-1
7. Burned (St. Martin's, 2010), Editrice Nord, 2011, ISBN 978-88-429-1821-9
8. Awakened (St. Martin's, 2011), Editrice Nord, 2011, ISBN 978-88-429-1890-5
9. Destined (St. Martin's, 2011), Editrice Nord, 2012, ISBN 978-88-429-2106-6
10. Hidden (St. Martin's, 2012), Editrice Nord, 2013, ISBN 978-88-429-2090-8
11. Revealed (St. Martin's, 2013), Editrice Nord, 2014, ISBN 978-1-250-04156-2
12. Redeemed (St. Martin's, 2014), Editrice Nord 2015, ISBN 978-88-429-2616-0

#### Libri correlati
1. La Casa della Notte - Il Manuale del Novizio (The Fledgling Handbook 101, St. Martin's, 2010), Editrice Nord, 2012, ISBN 978-88-429-1891-2
2. Dragon's Oath, St. Martin's, 2011
3. Nyx In The House Of Night, Smart Pop, 2011
4. Lenobia's Vow, St. Martin's, 2012
5. Neferet's Curse, St. Martin's, 2013
6. "Kalona's Fall", St. Martin's, 2014

1. Time Raiders

Nel 2009, P. C. Cast ha scritto il terzo romanzo della serie Time Raiders. I primi due, The Seeker e The Protector, furono scritti, rispettivamente, da Lindsay McKenna e Merline Lovelace.
- The Avenger, Silhouette, 2009

### Antologie
In questi volumi sono raccolte quattro storie, scritte da P. C. Cast, MaryJanice Davidson, Susan Grant e Gena Showalter.
1. Mysteria, Berkley, 2006
2. Mysteria Lane, Berkley, 2008
3. Mysteria Nights, Berkley, 2011
4. Il ladro di anime (Possessed), contenuto nell'antologia Presenze (After Moonrise, Harlequin, 2012), Mondadori, 2013, ISBN 978-88-589-1521-9

## Libri a cura di P. C. Cast
- Immortal: Love Stories With Bite, BenBella Books, 2009
- Eternal: Love Stories With Bite, BenBella Books, 2010

## Libri a cura di P.C. Cast e della figlia,Kristin Cast[18]
Duologia di libri che raccontano dell'intrigante storia di Wren, Lee e dei loro amici, durante il soggiorno a Moon Isle, sede dell'Accademia della Luna
- Draw Down the MOON[19], 02.04.24
- Give Up the NIGHT[20], 01.04.25 (fino ad allora prenotabile su Amazon Kindle)